# Luís Carlos Quintanilha
Luisinho (Río de Janeiro, Brasil; 17 de marzo de 1965) es un exfutbolista y entrenador de fútbol de Brasil que jugaba en la posición de centrocampista. Actualmente es entrenador asistente del CR Vasco da Gama.

## Carrera

### Club
| Periodo   | Club                      | Apariciones | Goles |
| --------- | ------------------------- | ----------- | ----- |
| 1983–1990 | Botafogo FR               | 95          | 7     |
| 1991–2000 | CR Vasco da Gama          | 394         | 8     |
| 1993      | → Celta de Vigo (cedido)  | 10          | 0     |
| 1994      | → SC Corinthians (cedido) | 16          | 0     |

### Selección nacional
Jugó para Brasil en ocho ocasiones de 1992 a 1993 y anotó un gol, el cual fue en el empate 3-3 ante Alemania el 10 de junio de 1993 en Washington D. C. por la US Cup. Participó en la Copa América 1993.

### Entrenador
| Periodo | Club             |
| ------- | ---------------- |
| 2012    | Rio Branco EC    |
| 2014    | Santa Cruz-RJ    |
| 2016    | São Cristóvão FR |

## Logros

### Jugador
- Brasileirao (2): 1997, 2000
- Copa Libertadores (1): 1998
- Campeonato Carioca (6): 1989, 1990, 1992, 1993, 1994, 1998
- Copa Río (5): 1989, 1992, 1993, 1998, 1999
- Trofeo Ciudad de Vigo (1): 1993
- Copa Guanabara (4): 1992, 1994, 1998, 2000
- Torneio Rio-São Paulo (1): 1998
- Copa Mercosur (1): 2000
- Trofeo Ciudad de Palma (2): 1988, 1995

### Entrenador
- Campeonato Paulista Série A3 (1): 2012